# Loma Bonita, Piaxtla
Loma Bonita är en ort i Mexiko.   Den ligger i kommunen Piaxtla och delstaten Puebla, i den sydöstra delen av landet, 180 km sydost om huvudstaden Mexico City. Loma Bonita ligger 1 068 meter över havet och antalet invånare är 126.
Terrängen runt Loma Bonita är kuperad. Runt Loma Bonita är det glesbefolkat, med 17 invånare per kvadratkilometer. Närmaste större samhälle är Tulcingo de Valle, 15,1 km nordväst om Loma Bonita. I omgivningarna runt Loma Bonita växer huvudsakligen savannskog.